# چاه ماهی
چاه ماهی، روستایی در دهستان رستاق بخش رستاق شهرستان داراب در استان فارس ایران است.

## جمعیت
بر پایه سرشماری عمومی نفوس و مسکن در سال ۱۳۹۵، جمعیت این روستا برابر با ۶۸ نفر (۱۹ خانوار) بوده است.